# Éliminatoires du Championnat d'Europe des moins de 20 ans masculin de handball 2012
Les éliminatoires du Championnat d'Europe des moins de 20 ans masculin de handball 2012 se déroulent sous forme de tournois disputés sur trois jours en avril 2012 et juin 2013. 
Seules trois équipes sont automatiquement qualifiées pour le Championnat d'Europe des moins de 20 ans masculin de handball 2012. Les treize autres équipes doivent ainsi par une phase de qualification.

## Modalités
Trois équipes sont directement qualifiées pour la phase finale :
- La Turquie, en tant que hôte,
- La Croatie, en tant que vainqueur du championnat d’Europe des moins de 18 ans en 2010,
- L'Espagne, en tant que finaliste du championnat d'Europe des moins de 18 ans en 2010.

Les 13 autres équipes doivent passer par des qualifications qui voient s'affronter 29 équipes nationales. Elles sont réparties en 8 groupes, 5 groupes de 4 et 3 groupes de 3. Les deux premières équipes des groupes 1 à 5 sont qualifiées ainsi que les premiers des groupes 6 à 8.
Le tirage au sort pour la phase de qualification a eu lieu le 18 novembre 2011 à Vienne. La composition des chapeaux est basée sur le classement du championnat d'Europe des moins de 18 ans au Monténégro.

## Chapeaux et tirages au sort
| Chapeau 1 | Chapeau 2    | Chapeau 3          | Chapeau 3  |
| --------- | ------------ | ------------------ | ---------- |
| Danemark  | Suède        | Autriche           | Israël     |
| Allemagne | Slovénie     | Belgique           | Lettonie   |
| France    | Russie       | Bosnie-Herzégovine | Macédoine  |
| Serbie    | Pologne      | Biélorussie        | Monténégro |
| Suisse    | Rép. tchèque | Bulgarie           | Pays-Bas   |
|           | Islande      | Estonie            | Roumanie   |
|           | Norvège      | Finlande           | Slovaquie  |
|           | Portugal     | Hongrie            | Ukraine    |

En ce qui concerne les équipes du chapeau 1, elles sont placées automatiquement dans un groupe de qualification en première position. On a donc le Danemark dans le groupe 1, l'Allemagne dans le groupe 2, la France dans le groupe 3, la Serbie dans le groupe 4 et la Suisse dans le groupe 5. À noter que la France est dans le pot 1 grâce à sa troisième place aux Jeux olympiques de la jeunesse 2010 à Singapour. Pour les équipes du chapeau 2, elles pourront être soit être reversées en première position dans les groupes 6 à 10 ou en deuxième position dans les groupes 1 à 5. Enfin, pour les équipes du chapeau 3, elles pourront être soit être reversées en deuxième position dans les groupes 6 à 8, en troisième position pour les groupes 1 à 8 ou bien en quatrième position dans les groupes 1 à 5.
Après que toutes les équipes sont réparties dans un groupe, on effectue un autre tirage au sort pour déterminer l'hôte des tournois pour chaque groupe. Les équipes qui ont déjà organisés un tournoi de qualification chez eux pour les qualifications pour le championnat d’Europe des moins de 20 ans 2010 ne pouvaient donc pas accueillir un tournoi de qualification : la République tchèque, la Finlande, Israël, le Portugal, la Roumanie, la Russie, la Slovénie, la Serbie et l'Ukraine.

### Groupe de qualification 1
|   | Équipe      | Pts | J | G | N | P | Bp | Bc | Diff |
| - | ----------- | --- | - | - | - | - | -- | -- | ---- |
| 1 | Danemark    | 6   | 3 | 3 | 0 | 0 | 81 | 70 | 11   |
| 2 | Russie      | 4   | 3 | 2 | 0 | 1 | 90 | 78 | 12   |
| 3 | Biélorussie | 2   | 3 | 1 | 0 | 2 | 77 | 83 | -6   |
| 4 | Belgique    | 0   | 3 | 0 | 0 | 3 | 68 | 85 | -17  |

| 6 avril 2012 17 h 00 | Russie                 | 32 - 23   | Belgique  | TRE-FOR Arena (Kolding) Affluence : 1 500 Arbitrage : Cernavskis, Bogdanovs |
| 6 avril 2012 17 h 00 | Dereven, Emelyanenko 8 | (18 - 13) | Devisch 8 | TRE-FOR Arena (Kolding) Affluence : 1 500 Arbitrage : Cernavskis, Bogdanovs |
| 6 avril 2012 17 h 00 | ×3 ×2                  | Rapport   | ×3 ×2     | TRE-FOR Arena (Kolding) Affluence : 1 500 Arbitrage : Cernavskis, Bogdanovs |

| 6 avril 2012 17 h 00 | Danemark           | 26 - 24   | Biélorussie          | TRE-FOR Arena (Kolding) Arbitrage : Mata, Lopez |
| 6 avril 2012 17 h 00 | Baagöe, Sörensen 5 | (13 - 13) | Valyntsau, Zaitsau 5 | TRE-FOR Arena (Kolding) Arbitrage : Mata, Lopez |
| 6 avril 2012 17 h 00 | ×3                 | Rapport   | ×3 ×1                | TRE-FOR Arena (Kolding) Arbitrage : Mata, Lopez |

| 7 avril 2012 14 h 00 | Biélorussie          | 25 - 33   | Russie     | Hedensted Centred (Hedensted) Affluence : 200 Arbitrage : Mata, Lopez |
| 7 avril 2012 14 h 00 | Khapal, Yashchanka 7 | (14 - 15) | Dereven 10 | Hedensted Centred (Hedensted) Affluence : 200 Arbitrage : Mata, Lopez |
| 7 avril 2012 14 h 00 | ×3                   | Rapport   | ×3 ×4      | Hedensted Centred (Hedensted) Affluence : 200 Arbitrage : Mata, Lopez |

| 7 avril 2012 16 h 00 | Belgique  | 21 - 25  | Danemark | Hedensted Centred (Hedensted) Affluence : 400 Arbitrage : Cernavskis, Bogdanovs |
| 7 avril 2012 16 h 00 | Glesner 8 | (11 - 8) | Baagöe 6 | Hedensted Centred (Hedensted) Affluence : 400 Arbitrage : Cernavskis, Bogdanovs |
| 7 avril 2012 16 h 00 | ×3 ×4     | Rapport  | ×2 ×1    | Hedensted Centred (Hedensted) Affluence : 400 Arbitrage : Cernavskis, Bogdanovs |

| 8 avril 2012 11 h 00 | Biélorussie | 28 - 24 | Belgique | Bramming Kultur- og Fritidscenter (Bramming) Affluence : 400 Arbitrage : Cernavskis, Bogdanovs |
| 8 avril 2012 11 h 00 | (11 - 11)   |         |          | Bramming Kultur- og Fritidscenter (Bramming) Affluence : 400 Arbitrage : Cernavskis, Bogdanovs |
| 8 avril 2012 11 h 00 | Rapport     |         |          | Bramming Kultur- og Fritidscenter (Bramming) Affluence : 400 Arbitrage : Cernavskis, Bogdanovs |

| 8 avril 2012 13 h 00 | Danemark  | 30 - 25 | Russie | Bramming Kultur- og Fritidscenter (Bramming) Affluence : 600 Arbitrage : Mata, Lopez |
| 8 avril 2012 13 h 00 | (17 - 12) |         |        | Bramming Kultur- og Fritidscenter (Bramming) Affluence : 600 Arbitrage : Mata, Lopez |
| 8 avril 2012 13 h 00 | Rapport   |         |        | Bramming Kultur- og Fritidscenter (Bramming) Affluence : 600 Arbitrage : Mata, Lopez |

### Groupe de qualification 2
|   | Équipe       | Pts | J | G | N | P | Bp | Bc | Diff |
| - | ------------ | --- | - | - | - | - | -- | -- | ---- |
| 1 | Allemagne    | 6   | 3 | 3 | 0 | 0 | 99 | 79 | 20   |
| 2 | Rép. tchèque | 4   | 3 | 2 | 0 | 1 | 94 | 85 | 9    |
| 3 | Pays-Bas     | 2   | 3 | 1 | 0 | 2 | 81 | 80 | 1    |
| 4 | Ukraine      | 0   | 3 | 0 | 0 | 3 | 66 | 96 | -30  |

| 7 avril 2012 16 h 00 | Rép. tchèque    | 35 - 23   | Ukraine    | Sporthalle Glöckenspitz (Krefeld) Affluence : 900 Arbitrage : Lillepea, Kull |
| 7 avril 2012 16 h 00 | Babák, Mlotek 6 | (23 - 11) | Buynenko 7 | Sporthalle Glöckenspitz (Krefeld) Affluence : 900 Arbitrage : Lillepea, Kull |
| 7 avril 2012 16 h 00 | ×2 ×3           | Rapport   | ×3 ×2 ×1   | Sporthalle Glöckenspitz (Krefeld) Affluence : 900 Arbitrage : Lillepea, Kull |

| 7 avril 2012 18 h 30 | Allemagne        | 29 - 28   | Pays-Bas  | Sporthalle Glöckenspitz (Krefeld) Affluence : 1 300 Arbitrage : Sigurjónsson, Petursson |
| 7 avril 2012 18 h 30 | Backhaus, Feld 5 | (14 - 12) | Polman 11 | Sporthalle Glöckenspitz (Krefeld) Affluence : 1 300 Arbitrage : Sigurjónsson, Petursson |
| 7 avril 2012 18 h 30 | ×3 ×6 ×1         | Rapport   | ×3 ×5     | Sporthalle Glöckenspitz (Krefeld) Affluence : 1 300 Arbitrage : Sigurjónsson, Petursson |

| 8 avril 2012 16 h 00 | Pays-Bas | 27 - 28   | Rép. tchèque | Sporthalle Glöckenspitz (Krefeld) Affluence : 1 000 Arbitrage : Sigurjónsson, Petursson |
| 8 avril 2012 16 h 00 | Polman 6 | (15 - 16) | Babák 13     | Sporthalle Glöckenspitz (Krefeld) Affluence : 1 000 Arbitrage : Sigurjónsson, Petursson |
| 8 avril 2012 16 h 00 | ×3 ×4 ×1 | Rapport   | ×3 ×4 ×1     | Sporthalle Glöckenspitz (Krefeld) Affluence : 1 000 Arbitrage : Sigurjónsson, Petursson |

| 8 avril 2012 18 h 30 | Ukraine | 20 - 35  | Allemagne | Sporthalle Glöckenspitz (Krefeld) Affluence : 1 200 |
| 8 avril 2012 18 h 30 | Gunko 5 | (7 - 19) | Weber 6   | Sporthalle Glöckenspitz (Krefeld) Affluence : 1 200 |
| 8 avril 2012 18 h 30 | ×3 ×6   | Rapport  | ×2        | Sporthalle Glöckenspitz (Krefeld) Affluence : 1 200 |

| 9 avril 2012 11 h 00 | Pays-Bas | 26 - 23   | Ukraine      | Sporthalle Glöckenspitz (Krefeld) Affluence : 900 |
| 9 avril 2012 11 h 00 | Polman 5 | (15 - 10) | Kozakevych 6 | Sporthalle Glöckenspitz (Krefeld) Affluence : 900 |
| 9 avril 2012 11 h 00 | ×3       | Rapport   | ×3 ×1        | Sporthalle Glöckenspitz (Krefeld) Affluence : 900 |

| 9 avril 2012 13 h 30 | Allemagne | 35 - 31   | Rép. tchèque      | Sporthalle Glöckenspitz (Krefeld) Affluence : 1 500 |
| 9 avril 2012 13 h 30 | Zieker 7  | (17 - 16) | Babák, Krahulec 8 | Sporthalle Glöckenspitz (Krefeld) Affluence : 1 500 |
| 9 avril 2012 13 h 30 | ×3 ×4     | Rapport   | ×3 ×4             | Sporthalle Glöckenspitz (Krefeld) Affluence : 1 500 |

### Groupe de qualification 3
|   | Équipe   | Pts | J | G | N | P | Bp | Bc | Diff |
| - | -------- | --- | - | - | - | - | -- | -- | ---- |
| 1 | France   | 6   | 3 | 3 | 0 | 0 | 99 | 79 | 20   |
| 2 | Slovénie | 4   | 3 | 2 | 0 | 1 | 94 | 85 | 9    |
| 3 | Hongrie  | 2   | 3 | 1 | 0 | 2 | 81 | 80 | 1    |
| 4 | Roumanie | 0   | 3 | 0 | 0 | 3 | 66 | 96 | -30  |

| 6 avril 2012 18 h 30 | Slovénie   | 25 - 22   | Hongrie    | Palais des Sports (Dreux) Affluence : 200 Arbitrage : Igor et Alexei Covalciuc |
| 6 avril 2012 18 h 30 | Šoštarić 6 | (15 - 12) | Stranigg 8 | Palais des Sports (Dreux) Affluence : 200 Arbitrage : Igor et Alexei Covalciuc |
| 6 avril 2012 18 h 30 | ×3 ×2      | Rapport   | ×2 ×1      | Palais des Sports (Dreux) Affluence : 200 Arbitrage : Igor et Alexei Covalciuc |

| 6 avril 2012 20 h 30 | France               | 33 - 29   | Roumanie           | Palais des Sports (Dreux) Affluence : 400 Arbitrage : Jurinovic, Mrvica |
| 6 avril 2012 20 h 30 | Brasseleur, Descat 9 | (21 - 14) | Mledenciu, Szoke 8 | Palais des Sports (Dreux) Affluence : 400 Arbitrage : Jurinovic, Mrvica |
| 6 avril 2012 20 h 30 | ×3 ×6                | Rapport   | ×3                 | Palais des Sports (Dreux) Affluence : 400 Arbitrage : Jurinovic, Mrvica |

| 7 avril 2012 18 h 00 | Hongrie   | 24 - 26   | France              | Palais des Sports (Dreux) Affluence : 600 Arbitrage : Jurinovic, Mrvica |
| 7 avril 2012 18 h 00 | Hornyak 5 | (10 - 11) | Bonnefond, Descat 6 | Palais des Sports (Dreux) Affluence : 600 Arbitrage : Jurinovic, Mrvica |
| 7 avril 2012 18 h 00 | ×2 ×4     | Rapport   | ×3 ×4               | Palais des Sports (Dreux) Affluence : 600 Arbitrage : Jurinovic, Mrvica |

| 7 avril 2012 20 h 00 | Roumanie                   | 12 - 17   | Slovénie       | Palais des Sports (Dreux) Affluence : 300 Arbitrage : Igor et Alexei Covalciuc |
| 7 avril 2012 20 h 00 | Mledenciu, Sandu, Somlea 4 | (26 - 31) | Klemen Cehte 8 | Palais des Sports (Dreux) Affluence : 300 Arbitrage : Igor et Alexei Covalciuc |
| 7 avril 2012 20 h 00 | ×2                         | Rapport   | ×3 ×4          | Palais des Sports (Dreux) Affluence : 300 Arbitrage : Igor et Alexei Covalciuc |

| 8 avril 2012 14 h 30 | Roumanie     | 27 - 34   | Hongrie    | Palais des Sports (Dreux) Affluence : 300 Arbitrage : Jurinovic, Mrvica |
| 8 avril 2012 14 h 30 | Mledenciu 10 | (13 - 15) | Szöllösi 8 | Palais des Sports (Dreux) Affluence : 300 Arbitrage : Jurinovic, Mrvica |
| 8 avril 2012 14 h 30 | ×3 ×4        | Rapport   | ×3 ×5      | Palais des Sports (Dreux) Affluence : 300 Arbitrage : Jurinovic, Mrvica |

| 8 avril 2012 16 h 30 | France             | 35 - 15   | Slovénie        | Palais des Sports (Dreux) Affluence : 400 Arbitrage : Igor et Alexei Covalciuc |
| 8 avril 2012 16 h 30 | Micke Brasseleur 8 | (18 - 10) | Cehte, Spende 6 | Palais des Sports (Dreux) Affluence : 400 Arbitrage : Igor et Alexei Covalciuc |
| 8 avril 2012 16 h 30 | ×3 ×2              | Rapport   | ×3 ×4           | Palais des Sports (Dreux) Affluence : 400 Arbitrage : Igor et Alexei Covalciuc |

### Groupe de qualification 4
|   | Équipe   | Pts | J | G | N | P | Bp | Bc | Diff |
| - | -------- | --- | - | - | - | - | -- | -- | ---- |
| 1 | Norvège  | 6   | 3 | 3 | 0 | 0 | 97 | 62 | 35   |
| 2 | Serbie   | 2   | 3 | 1 | 0 | 2 | 74 | 76 | -2   |
| 3 | Israël   | 2   | 3 | 1 | 0 | 2 | 70 | 89 | -19  |
| 4 | Autriche | 2   | 3 | 1 | 0 | 2 | 70 | 84 | -14  |

| 6 avril 2012 18 h 00 | Serbie               | 27 - 22  | Israël   | Framohallen (Bergen-Fillingsdalen) Affluence : 300 Arbitrage : Mykolaitis, Sniurevicius |
| 6 avril 2012 18 h 00 | Pavic, Radivojević 6 | (10 - 9) | Hamami 6 | Framohallen (Bergen-Fillingsdalen) Affluence : 300 Arbitrage : Mykolaitis, Sniurevicius |
| 6 avril 2012 18 h 00 | ×3 ×4                | Rapport  | ×2 ×6    | Framohallen (Bergen-Fillingsdalen) Affluence : 300 Arbitrage : Mykolaitis, Sniurevicius |

| 6 avril 2012 20 h 00 | Norvège    | 31 - 20  | Autriche            | Framohallen (Bergen-Fillingsdalen) Affluence : 480 Arbitrage : Wyss, Zowa |
| 6 avril 2012 20 h 00 | Reinkind 5 | (13 - 6) | Neuhold, Zivkovic 4 | Framohallen (Bergen-Fillingsdalen) Affluence : 480 Arbitrage : Wyss, Zowa |
| 6 avril 2012 20 h 00 | ×3 ×2      | Rapport  | ×2 ×6               | Framohallen (Bergen-Fillingsdalen) Affluence : 480 Arbitrage : Wyss, Zowa |

| 7 avril 2012 14 h 00 | Autriche      | 27 - 26   | Serbie      | Framohallen (Bergen-Fillingsdalen) Affluence : 200 Arbitrage : Wyss, Zowa |
| 7 avril 2012 14 h 00 | Feichtinger 8 | (18 - 12) | Krsmancic 8 | Framohallen (Bergen-Fillingsdalen) Affluence : 200 Arbitrage : Wyss, Zowa |
| 7 avril 2012 14 h 00 | ×3 ×5 ×1      | Rapport   | ×3 ×2       | Framohallen (Bergen-Fillingsdalen) Affluence : 200 Arbitrage : Wyss, Zowa |

| 7 avril 2012 16 h 00 | Israël    | 21 - 39   | Norvège  | Framohallen (Bergen-Fillingsdalen) Affluence : 350 Arbitrage : Mykolaitis, Sniurevicius |
| 7 avril 2012 16 h 00 | Shkalim 7 | (11 - 23) | Brevik 7 | Framohallen (Bergen-Fillingsdalen) Affluence : 350 Arbitrage : Mykolaitis, Sniurevicius |
| 7 avril 2012 16 h 00 | ×2 ×3     | Rapport   | ×3       | Framohallen (Bergen-Fillingsdalen) Affluence : 350 Arbitrage : Mykolaitis, Sniurevicius |

| 8 avril 2012 12 h 00 | Israël    | 27 - 23   | Autriche                                 | Framohallen (Bergen-Fillingsdalen) Affluence : 150 Arbitrage : Wyss, Zowa |
| 8 avril 2012 12 h 00 | Stelman 7 | (13 - 11) | Füssinger, Jochmann, Neuhold, Zivkovic 4 | Framohallen (Bergen-Fillingsdalen) Affluence : 150 Arbitrage : Wyss, Zowa |
| 8 avril 2012 12 h 00 | ×3 ×5     | Rapport   | ×3 ×2                                    | Framohallen (Bergen-Fillingsdalen) Affluence : 150 Arbitrage : Wyss, Zowa |

| 8 avril 2012 14 h 00 | Serbie      | 21 - 27  | Norvège            | Framohallen (Bergen-Fillingsdalen) Affluence : 400 Arbitrage : Mykolaitis, Sniurevicius |
| 8 avril 2012 14 h 00 | Krsmancic 6 | (9 - 16) | Erland, Reinkind 4 | Framohallen (Bergen-Fillingsdalen) Affluence : 400 Arbitrage : Mykolaitis, Sniurevicius |
| 8 avril 2012 14 h 00 | ×1 ×3       | Rapport  | ×2 ×3              | Framohallen (Bergen-Fillingsdalen) Affluence : 400 Arbitrage : Mykolaitis, Sniurevicius |

### Groupe de qualification 5
|   | Équipe     | Pts | J | G | N | P | Bp  | Bc  | Diff |
| - | ---------- | --- | - | - | - | - | --- | --- | ---- |
| 1 | Suède      | 6   | 3 | 3 | 0 | 0 | 109 | 77  | 32   |
| 2 | Suisse     | 4   | 3 | 2 | 0 | 1 | 105 | 69  | 36   |
| 3 | Monténégro | 2   | 3 | 1 | 0 | 2 | 69  | 87  | -18  |
| 4 | Lettonie   | 0   | 3 | 0 | 0 | 3 | 54  | 104 | -50  |

| 6 avril 2012 15 h 30 | Suisse  | 41 - 11  | Lettonie    | (Birsfelden) Affluence : 600 Arbitrage : Novikov, Perepilitsy |
| 6 avril 2012 15 h 30 | Lier 12 | (23 - 8) | Krivmanis 3 | (Birsfelden) Affluence : 600 Arbitrage : Novikov, Perepilitsy |
| 6 avril 2012 15 h 30 | ×3 ×4   | Rapport  | ×2 ×4       | (Birsfelden) Affluence : 600 Arbitrage : Novikov, Perepilitsy |

| 6 avril 2012 18 h 00 | Suède           | 32 - 25  | Monténégro | (Birsfelden) Affluence : 150 Arbitrage : Schulze, Tönnies |
| 6 avril 2012 18 h 00 | Thulin, Wanne 5 | (15 - 9) | Andjelic 9 | (Birsfelden) Affluence : 150 Arbitrage : Schulze, Tönnies |
| 6 avril 2012 18 h 00 | ×3 ×4           | Rapport  | ×3 ×6      | (Birsfelden) Affluence : 150 Arbitrage : Schulze, Tönnies |

| 7 avril 2012 16 h 00 | Lettonie | 22 - 39  | Suède               | (Birsfelden) Affluence : 200 Arbitrage : Novikov, Perepilitsy |
| 7 avril 2012 16 h 00 | Auzins 7 | (7 - 24) | Pettersson, Pujol 7 | (Birsfelden) Affluence : 200 Arbitrage : Novikov, Perepilitsy |
| 7 avril 2012 16 h 00 | ×3       | Rapport  | ×2 ×4               | (Birsfelden) Affluence : 200 Arbitrage : Novikov, Perepilitsy |

| 7 avril 2012 18 h 30 | Monténégro   | 20 - 34   | Suisse | (Birsfelden) Affluence : 620 Arbitrage : Schulze, Tönnies |
| 7 avril 2012 18 h 30 | M. Božović 6 | (11 - 14) | Lier 6 | (Birsfelden) Affluence : 620 Arbitrage : Schulze, Tönnies |
| 7 avril 2012 18 h 30 | ×3 ×5 ×1     | Rapport   | ×3 ×1  | (Birsfelden) Affluence : 620 Arbitrage : Schulze, Tönnies |

| 8 avril 2012 11 h 00 | Lettonie | 21 - 24   | Monténégro   | (Birsfelden) Affluence : 100 Arbitrage : Schulze, Tönnies |
| 8 avril 2012 11 h 00 | Auzins 5 | (11 - 12) | M. Božović 9 | (Birsfelden) Affluence : 100 Arbitrage : Schulze, Tönnies |
| 8 avril 2012 11 h 00 | ×3 ×2    | Rapport   | ×3 ×5 ×1     | (Birsfelden) Affluence : 100 Arbitrage : Schulze, Tönnies |

| 8 avril 2012 13 h 30 | Suisse | 30 - 38   | Suède   | (Birsfelden) Affluence : 500 Arbitrage : Novikov, Perepilitsy |
| 8 avril 2012 13 h 30 | Jud 6  | (11 - 23) | Pujol 9 | (Birsfelden) Affluence : 500 Arbitrage : Novikov, Perepilitsy |
| 8 avril 2012 13 h 30 | ×3 ×4  | Rapport   | ×2      | (Birsfelden) Affluence : 500 Arbitrage : Novikov, Perepilitsy |

### Groupe de qualification 6
|   | Équipe    | Pts | J | G | N | P | Bp | Bc | Diff |
| - | --------- | --- | - | - | - | - | -- | -- | ---- |
| 1 | Portugal  | 4   | 2 | 2 | 0 | 0 | 61 | 33 | 28   |
| 2 | Slovaquie | 2   | 2 | 1 | 0 | 1 | 56 | 49 | 7    |
| 3 | Bulgarie  | 0   | 2 | 0 | 0 | 2 | 30 | 65 | -35  |

| 6 avril 2012 19 h 00 | Portugal           | 31 - 21   | Slovaquie | SH Milenium (Nove Zamky) Affluence : 600 Arbitrage : Kaveshnikov, Plotnikov |
| 6 avril 2012 19 h 00 | Martins Da Silva 8 | (15 - 12) | Takac 7   | SH Milenium (Nove Zamky) Affluence : 600 Arbitrage : Kaveshnikov, Plotnikov |
| 6 avril 2012 19 h 00 | ×2 ×6              | Rapport   | ×3 ×4     | SH Milenium (Nove Zamky) Affluence : 600 Arbitrage : Kaveshnikov, Plotnikov |

| 7 avril 2012 18 h 00 | Bulgarie  | 12 - 30  | Portugal                 | SH Milenium (Nove Zamky) Affluence : 100 Arbitrage : Kaveshnikov, Plotnikov |
| 7 avril 2012 18 h 00 | Neychev 3 | (5 - 16) | Lima, Martins Da Silva 4 | SH Milenium (Nove Zamky) Affluence : 100 Arbitrage : Kaveshnikov, Plotnikov |
| 7 avril 2012 18 h 00 | ×3 ×5     | Rapport  | ×3 ×1                    | SH Milenium (Nove Zamky) Affluence : 100 Arbitrage : Kaveshnikov, Plotnikov |

| 8 avril 2012 17 h 00 | Slovaquie         | 35 - 18   | Bulgarie  | SH Milenium (Nove Zamky) Affluence : 300 Arbitrage : Kaveshnikov, Plotnikov |
| 8 avril 2012 17 h 00 | Krok, Minarovic 7 | (15 - 11) | Todorov 5 | SH Milenium (Nove Zamky) Affluence : 300 Arbitrage : Kaveshnikov, Plotnikov |
| 8 avril 2012 17 h 00 | ×3                | Rapport   | ×3 ×5 ×1  | SH Milenium (Nove Zamky) Affluence : 300 Arbitrage : Kaveshnikov, Plotnikov |

### Groupe de qualification 7
|   | Équipe             | Pts | J | G | N | P | Bp | Bc | Diff |
| - | ------------------ | --- | - | - | - | - | -- | -- | ---- |
| 1 | Islande            | 4   | 2 | 2 | 0 | 0 | 58 | 52 | 6    |
| 2 | Bosnie-Herzégovine | 2   | 2 | 1 | 0 | 1 | 62 | 55 | 7    |
| 3 | Estonie            | 0   | 2 | 0 | 0 | 2 | 49 | 62 | -13  |

| 6 avril 2012 20 h 30 | Bosnie-Herzégovine | 28 - 30   | Islande       | Itrottahus Vikings (Reykjavik) Affluence : 300 Arbitrage : Johansson, Kliko |
| 6 avril 2012 20 h 30 | Malinović 13       | (16 - 14) | Sveinssonn 11 | Itrottahus Vikings (Reykjavik) Affluence : 300 Arbitrage : Johansson, Kliko |
| 6 avril 2012 20 h 30 | ×3 ×4              | Rapport   | ×3 ×7         | Itrottahus Vikings (Reykjavik) Affluence : 300 Arbitrage : Johansson, Kliko |

| 7 avril 2012 14 h 00 | Estonie  | 25 - 34   | Bosnie-Herzégovine | Itrottahus Vikings (Reykjavik) Affluence : 100 Arbitrage : Johansson, Kliko |
| 7 avril 2012 14 h 00 | Laast 10 | (12 - 14) | Malinović 12       | Itrottahus Vikings (Reykjavik) Affluence : 100 Arbitrage : Johansson, Kliko |
| 7 avril 2012 14 h 00 | ×3       | Rapport   | ×2 ×3              | Itrottahus Vikings (Reykjavik) Affluence : 100 Arbitrage : Johansson, Kliko |

| 8 avril 2012 14 h 00 | Islande    | 28 - 24   | Estonie | Itrottahus Vikings (Reykjavik) Affluence : 400 Arbitrage : Johansson, Kliko |
| 8 avril 2012 14 h 00 | Helgason 7 | (17 - 11) | Laast 8 | Itrottahus Vikings (Reykjavik) Affluence : 400 Arbitrage : Johansson, Kliko |
| 8 avril 2012 14 h 00 | ×3 ×5      | Rapport   | ×3      | Itrottahus Vikings (Reykjavik) Affluence : 400 Arbitrage : Johansson, Kliko |

### Groupe de qualification 8
|   | Équipe    | Pts | J | G | N | P | Bp | Bc | Diff |
| - | --------- | --- | - | - | - | - | -- | -- | ---- |
| 1 | Pologne   | 4   | 2 | 2 | 0 | 0 | 69 | 50 | 19   |
| 2 | Finlande  | 2   | 2 | 1 | 0 | 1 | 64 | 49 | 15   |
| 3 | Macédoine | 0   | 2 | 0 | 0 | 2 | 36 | 70 | -34  |

| 5 avril 2012 18 h 00 | Macédoine     | 21 - 35   | Pologne      | Sport Arena Legionowo (Legionowo) Affluence : 400 Arbitrage : Sirbu, Suponicov |
| 5 avril 2012 18 h 00 | Dimitrieski 7 | (12 - 20) | Niewrzawa 17 | Sport Arena Legionowo (Legionowo) Affluence : 400 Arbitrage : Sirbu, Suponicov |
| 5 avril 2012 18 h 00 | ×2 ×5 ×1      | Rapport   | ×3 ×4        | Sport Arena Legionowo (Legionowo) Affluence : 400 Arbitrage : Sirbu, Suponicov |

| 6 avril 2012 18 h 00 | Finlande  | 35 - 15 | Macédoine | Sport Arena Legionowo (Legionowo) Affluence : 100 Arbitrage : Sirbu, Suponicov |
| 6 avril 2012 18 h 00 | (18 - 10) |         |           | Sport Arena Legionowo (Legionowo) Affluence : 100 Arbitrage : Sirbu, Suponicov |
| 6 avril 2012 18 h 00 | Rapport   |         |           | Sport Arena Legionowo (Legionowo) Affluence : 100 Arbitrage : Sirbu, Suponicov |

| 7 avril 2012 12 h 00 | Pologne               | 34 - 29   | Finlande   | Sport Arena Legionowo (Legionowo) Affluence : 500 Arbitrage : Sirbu, Suponicov |
| 7 avril 2012 12 h 00 | Niewrzawa, Szcesny 10 | (16 - 17) | Rönnberg 9 | Sport Arena Legionowo (Legionowo) Affluence : 500 Arbitrage : Sirbu, Suponicov |
| 7 avril 2012 12 h 00 | ×3 ×2                 | Rapport   | ×2         | Sport Arena Legionowo (Legionowo) Affluence : 500 Arbitrage : Sirbu, Suponicov |

## Bilan
| Pays         | Apparitions précédentes dans la compétition | Apparitions précédentes dans la compétition    | Meilleur classement précédent |
| ------------ | ------------------------------------------- | ---------------------------------------------- | ----------------------------- |
| Turquie      | 0                                           | -                                              | -                             |
| Allemagne    | 4                                           | 2004, 2006, 2008, 2010                         | 1er en 2004, 2006             |
| Croatie      | 7                                           | 1996, 1998, 2000, 2002, 2006, 2008, 2010       | 5e en 1996                    |
| Danemark     | 8                                           | 1996, 1998, 2000, 2002, 2004, 2006, 2008, 2010 | 1er en 1996, 1998, 2008, 2010 |
| Espagne      | 7                                           | 1996, 1998, 2000, 2004, 2006, 2008, 2010       | 2e en 1996                    |
| France       | 6                                           | 1996, 1998, 2004, 2006, 2008, 2010             | 3e en 2008                    |
| Islande      | 2                                           | 2004, 2010                                     | 8e en 2010                    |
| Norvège      | 3                                           | 1998, 2000, 2006                               | 9e en 1998                    |
| Pologne      | 5                                           | 2000, 2002, 2004, 2006, 2008                   | 1er en 2002                   |
| Portugal     | 5                                           | 1996, 2002, 2004, 2008, 2010                   | 2e en 2010                    |
| Russie       | 4                                           | 1996, 2002, 2004, 2008, 2010                   | 2e en 2010                    |
| Suisse       | 1                                           | 2004                                           | 11e en 2004                   |
| Serbie       | 7                                           | 1996, 1998, 2000, 2002, 2006, 2008, 2010       | 1er en 2000                   |
| Slovénie     | 6                                           | 2002, 2004, 2006, 2008, 2010                   | 2e en 2002                    |
| Suède        | 6                                           | 1996, 1998, 2004, 2006, 2008, 2010             | 2e en 2006                    |
| Rép. tchèque | 7                                           | 1996, 1998, 2002, 2004, 2006, 2008, 2010       | 8e en 1998, 2002, 2008        |